# Seebrücke Binz

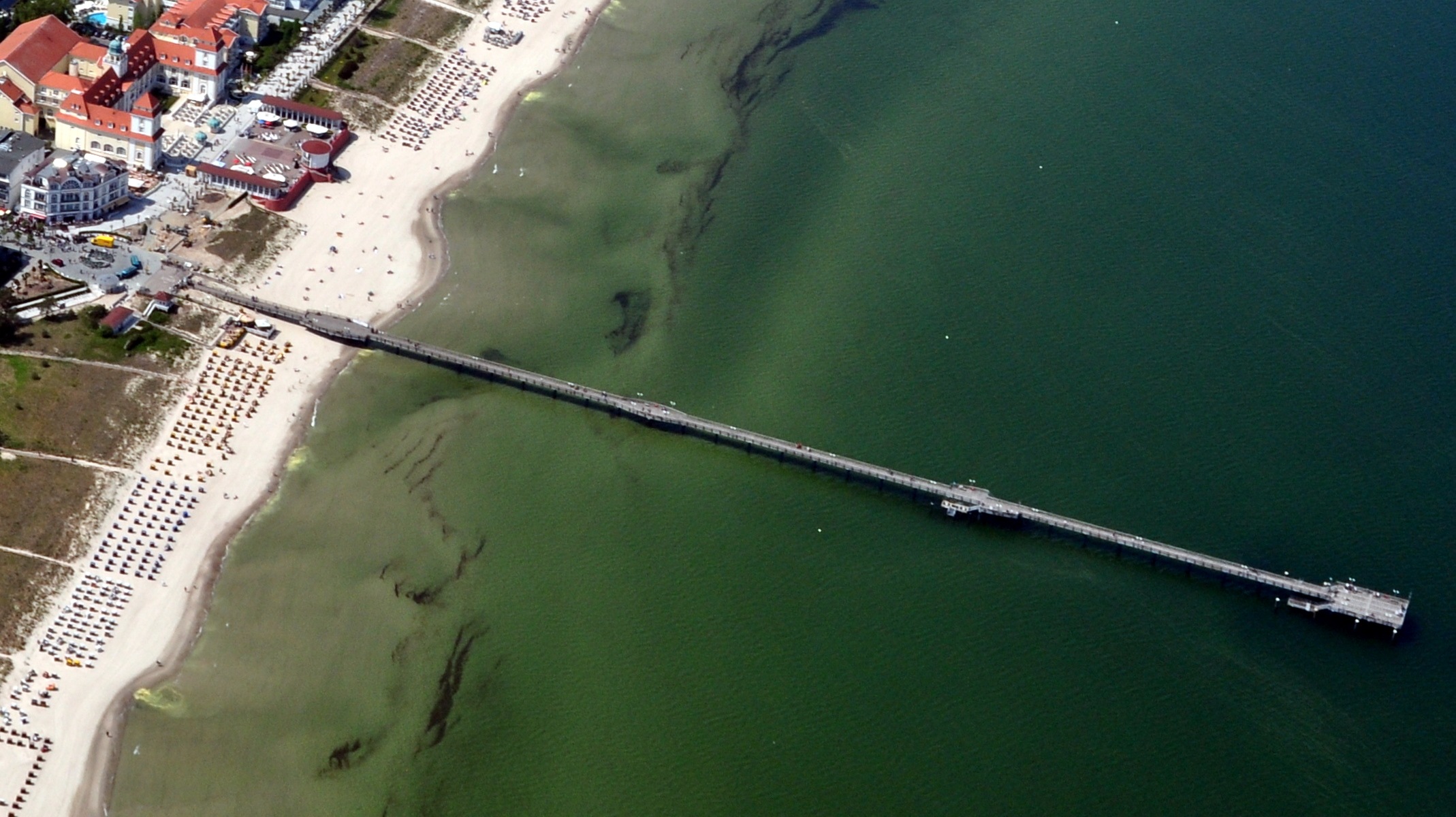
Die Seebrücke in Binz, Luftbild (2011)

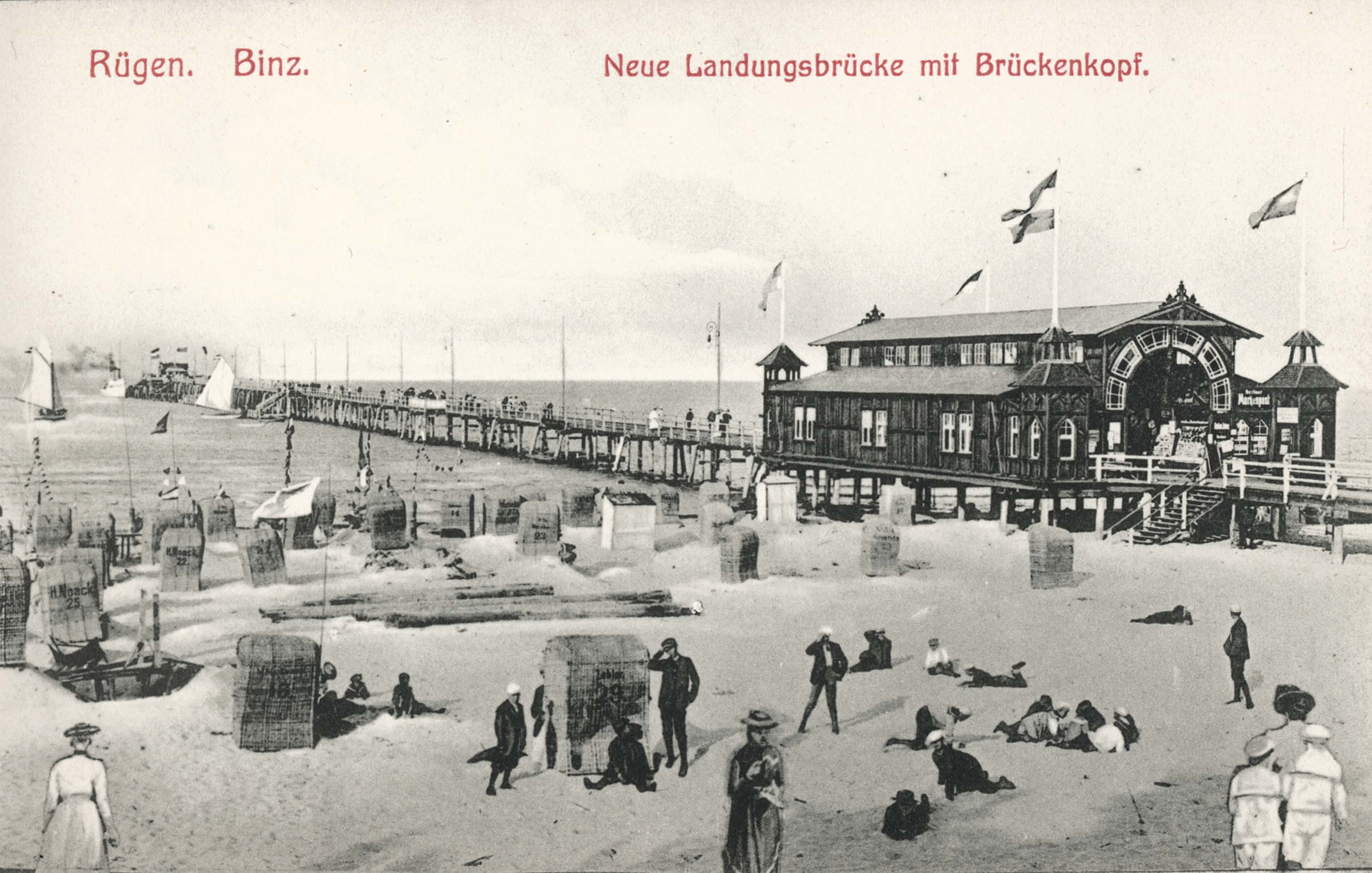
Ehemaliges Brückenhaus der Seebrücke, Postkarte um 1900

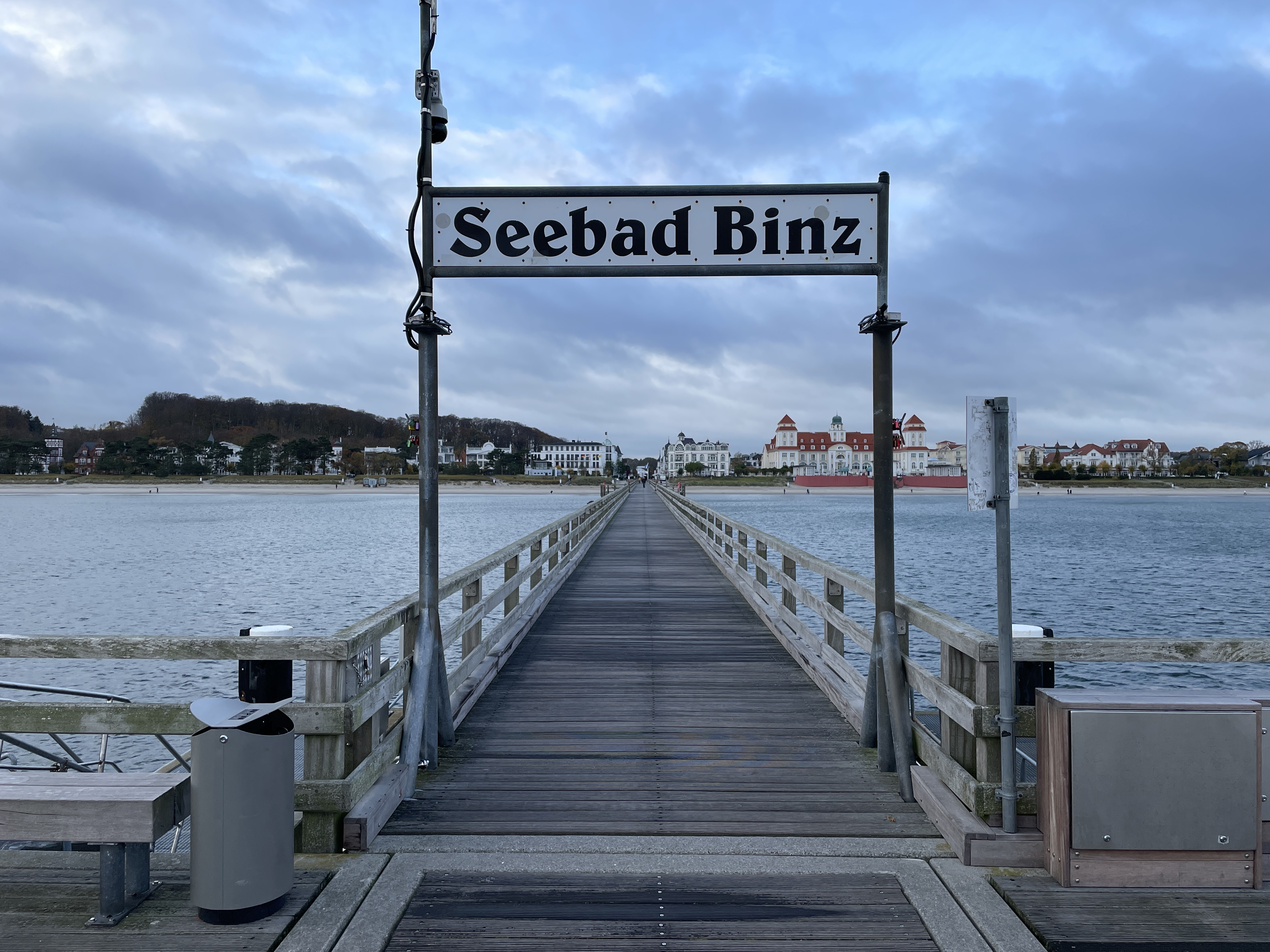
Blick von der Seebrücke auf die Küste mit Kurhaus

Die Seebrücke Binz ist eine Seebrücke in Binz auf der Insel Rügen. Sie ist mit einer Länge von 370 Metern die zweitlängste Seebrücke Rügens nach der Seebrücke Sellin.

## Geschichte
Die erste Seebrücke entstand in Binz 1902 als 560 Meter langes Bauwerk aus Holz. Anlass für den Bau war das Bestreben der Gemeinde, den zu dieser Zeit überwiegend per Schiff ankommenden Besuchern das mühsame Umsteigen und Verladen des Gepäcks auf kleinere Boote zu ersparen. Mit Einweihung der Seebrücke am 22. Juli 1902 konnten nun auch größere Schiffe unmittelbar anlegen. Das Bauwerk erhielt eine elektrische Beleuchtung, für die der Strom mit Hilfe einer Dampfmaschine in der Nähe des Binzer Kurhauses erzeugt wurde. Außerdem gab es ein Restaurant am Brückenkopf. Bereits wenige Jahre später wurde der Bau in der Nacht vom 30. zum 31. Dezember 1904 bei einem Sturmhochwasser zerstört. 1906 entstand an derselben Stelle ein Neubau, der 1910 den Namen „Prinz-Heinrich-Brücke“ erhielt.
Am 28. Juli 1912 brach unter der Last der zahlreichen Besucher beim Anlegen des Dampfers „Kronprinz Wilhelm“ ein Balkon und riss 50 Menschen in das Wasser, 17 Menschen kamen dabei ums Leben. Als Konsequenz aus diesem Unglück wurde am 19. Oktober 1913 die Deutsche Lebens-Rettungs-Gesellschaft (DLRG) gegründet.
Mit Eröffnung des Rügendamms 1936/37 und dem Ausbau des Straßennetzes auf der Insel verloren die Seebrücken an Bedeutung und wurden nun fast ausschließlich als Touristenattraktion genutzt. Mangelnde Werterhaltung und Verwitterung führten 1942 zum Einsturz des Bauwerks, welches auch in der Nachkriegszeit nicht wieder aufgebaut wurde. Erst nach der politischen Wende beschloss man den Neubau einer Seebrücke in Binz. Die neue 370 Meter lange Seebrücke wurde am 21. Mai 1994 eingeweiht. Sie ist 3 Meter breit und hat am Brückenkopf eine Wassertiefe von etwa 4 Meter. Heute dient sie als Anlegestelle für Ausflugsschiffe. Alljährlich findet hier das Brückenfest mit Höhenfeuerwerk statt.